# Iuhanivka, Stanîcino-Luhanske
Iuhanivka (în ucraineană Юганівка) este un sat în comuna Kamîșne din raionul Stanîcino-Luhanske, regiunea Luhansk, Ucraina.

## Demografie
Componența lingvistică a localității Iuhanivka
     Rusă (94,87%)
     Ucraineană (5,13%)
Conform recensământului din 2001, majoritatea populației localității Iuhanivka era vorbitoare de rusă (94,87%), existând în minoritate și vorbitori de ucraineană (5,13%).